# Stobreč
Stobreč település Horvátországban Split-Dalmácia megyében. Közigazgatásilag Splithez tartozik.

## Fekvése
Split központjától 7 km-re keletre, a Mosor- és a Perun-hegység ölelésében, a Žrnovica torkolatától nyugatra fekszik.

## Története
A mai Stobreč elődjét Epetiont az i. e. 3. században egy jól védhető félszigeten alapították Issza (Vis) szigetéről érkezett görög telepesek. Az ősi Epetion egy ellipszoid alakú sziklazátonyon, mintegy négy és fél hektáron terült el. Az egyik legrégibb városias jellegű település volt az Adria keleti térségében. Amint azt az ókori történetíró Polübiosz is feljegyzi az illír dalmaták gyakran támadták az ősi görög városokat, köztük Epetiont is. A rómaiak érkezésével a görög Issza elveszítette korábbi jelentőségét és a társadalmi élet központja a tartomány fővárosába Salonába tevődött át. A görög Epetion neve latinul Epetium lett, de Salona közelsége miatt nem rendelkezett önállósággal, mivel a gyakorlatban Salona egyik elővárosának számított. Jelentőségét elsősorban kiváló kikötője és a termékeny mezőgazdasági területekkel való jó összeköttetése adta. Kikötőjének jelentőségét jól mutatja a híres római térkép a Tabula Peutingeriana fennmaradt középkori másolata, mely Epetiumot fontosabb helyként jelöli mint magát Salonát (a Portus Epetinus név melletti Epetio három toronnyal van jelölve, míg Salona csak kettővel). Kikötője egészen a Žrnovica torkolatáig terjedt, nagy forgalmáról pedig a korabeli források tanúskodnak. A településtől északra termékeny mezők terültek el és az itteni gazdasági élet fejlettségét a régészeti feltárások során a környéken talált számos gazdasági épület maradványa is bizonyítja. A Žrnovica deltatorkolata bővelkedett halban és vadban, de intenzív volt a sókereskedelem is, melyről a Slanice, Soline földrajzi nevek tanúskodnak. A kereszténység első századaiban betöltött jelentőségére utal az a tény, hogy itt tevékenykedett Felix salonai vértanú, akit a hagyományok szerint a Stobreč közelében található Vrbovnikon temettek el. Az egyik ókori kultikus épület helyén az 5. vagy a 6. században nagy ókeresztény bazilikát emeltek, melynek maradványa a mai Stobreč legjelentősebb műemléke.
Az avarok és szlávok Salonát elpusztító támadása a 7. században valószínűleg Epetiumot sem kímélte. Ezt követően az itteni élet teljesen megváltozott, melynek városias jellegét a falusi jelleg váltotta fel. Ekkor alakult ki a mai Stobreč őse, mely nevét az ókeresztény bazilika helyén emelt Szent Lőrinc tiszteletére szentelt kis templomáról kapta. Bár a templom ma már a Kármelhegyi boldogasszony titulusát viseli a történeti források még Szent Lőrinc néven említik. A település középkori történetéről szóló adatok nagyon hiányosak. A korábbi jelentőségét elveszített település Spalato városának tágabb határához tartozott. A négyszáz éves velencei uralom idején az ókori város helyén csak egy kis falu létezett, melyet néhány korabeli térképen is ábrázoltak. A 16. század elején megszaporodtak a török támadások, bár Stobreč végig velencei birtok maradt. A velencei uralomnak 1797-ben vége szakadt és osztrák csapatok vonultak be a Dalmáciába. 1806-ban az osztrákokat legyőző franciák uralma alá került. 1807. június 5-én Stobreč határában zajlott az a csata, melyben a Marmont tábornok vezette francia csapatok véget vetettek a 13. század óta létező Poljicai Köztársaságnak. 1809-től a francia Illír tartományok része lett, de Napóleon lipcsei veresége után 1813-ban újra az osztrákoké lett. 1918-ban az új szerb-horvát-szlovén állam, majd később a Jugoszláv Királyság része lett. A településnek 1857-ben 197, 1910-ben 371 lakosa volt. A második világháború idején a Független Horvát Állam része lett. A háború után a szocialista Jugoszláviához került. 1991 óta a független Horvátországhoz tartozik. A 20. század második felétől lakosságának száma megtöbbszöröződött, mely elsősorban Split közelségének köszönhető. 2011-ben a településnek 2978  lakosa volt.

## Lakosság
| Lakosság változása | Lakosság változása | Lakosság változása | Lakosság változása | Lakosság változása | Lakosság változása | Lakosság változása | Lakosság változása | Lakosság változása | Lakosság változása | Lakosság változása | Lakosság változása | Lakosság változása | Lakosság változása | Lakosság változása | Lakosság változása |
| ------------------ | ------------------ | ------------------ | ------------------ | ------------------ | ------------------ | ------------------ | ------------------ | ------------------ | ------------------ | ------------------ | ------------------ | ------------------ | ------------------ | ------------------ | ------------------ |
| 1857               | 1869               | 1880               | 1890               | 1900               | 1910               | 1921               | 1931               | 1948               | 1953               | 1961               | 1971               | 1981               | 1991               | 2001               | 2011               |
| 197                | 220                | 227                | 277                | 350                | 371                | 362                | 465                | 461                | 509                | 685                | 900                | 2.158              | 4.708              | 5.837              | 2.978              |

## Nevezetességei
- Szent Lőrinc vértanú tiszteletére szentelt római katolikus plébániatemploma 1897-ben épült a régi lebontott  templom helyén. 1899. november 9-én szentelte fel Nakić püspök. A templomot fehér faragott kövekből építették. Hosszúsága 17 méter, szélessége 7 méter. Egyszerű épület hajóval és apszissal, a sekrestye az apszis déli oldalán található. A templom homlokzatán a bejárat felett körablak, felette az oromzaton kőkereszt látható. A harangtorony 1932-ben kőből szintén épült és különáll a templomtól. A szentélyben álló főoltár márványból épült, oltárképe helyi mester munkája. A főoltár elé Dušan Kuzmanić atya idejében 1968 és 1988 között építették a szembemiséző oltárt és új kórust is építettek. A hajó északi oldalán található a Miasszonyunk oltár oltárképén a Szeplőtelen fogantatás, Szent Antal és Szent Felicián püspök alakjával. A templomban Jézus szíve, Szűz Mária és Szent Lőrinc szobrok láthatók.
- A Béke királynője tiszteletére szentelt kis temploma a temetőnél áll. Hosszúsága 7, szélessége 5 méter. Az apszis mélysége másfél, szélessége 3 méter. A templomot 1672-ben említik először. 1752-ben Bizza érsek is megemlíti a stobreči plébánia Béke királynője templomát, mely a Mirkovača nevű helyen állt. A templomhoz egy régi temető tartozott. A templomot az 1980-as években megújították. Dongaboltozata és az oldalfalon egy ablaka volt. A homlokzat tetején kőkereszt áll. Búcsúünnepét a Szent Lukács ünnepe (október 18.) utáni vasárnap tartják.
- A Kármelhegyi boldogasszony templom az egykori, Szent Lőrinc tiszteletére szentelt ókeresztény bazilika helyén áll. A 10. vagy a 11. században romjaira bencés kolostort építettek, melynek templomát a bazilika apszisából alakították ki. A mai templom a 17. században épült, miután Stobrečre új lakosság érkezett. Hosszúsága 7 méter, szélessége 5 méter. A bejárat oldalán egy ötszögű kis ablak, a homlokzat közepén pedig egy egyszerű kis ablak látható. Az oromzaton a kis harangtoronyban egy harang látható. A templomot 1995-ben teljesen megújították.
- A település magját alkotó félsziget északi részén ma is láthatók az ókori település erődfalai. Ezeket a falakat Alberto Fortis velencei utazó is megemlíti "Viaggio in Dalmazia" című művében összehasonlítva a közeli Salonával. A fal közelében egy 0,35 méter magas és 0,62 méter széles csatorna található, melynek falai kis főtömbökből vannak kirakva és végighalad az egész félszigeten a tengerig. Valószínűleg az ókori város szennyvízcsatornája volt.

## Gazdaság
Stobreč gazdasága az évszázadok során főként a mezőgazdaságon, az állattenyésztésen és a halászaton alapult. A 20. század elején olasz társaságok finanszírozták a Žrnovica deltájában található márga kitermelését, mely a 20. század közepéig tartott. A márgát, a cementgyártás fontos alapanyagát Olaszországba és a Kašteli-medence gyáraiba (Vranjic, Sv. Kajo, K. Sućurac) szállították. A II. világháború után a terület átrendezésével épült meg a mai stobreči kemping és az első magánszállások. A gazdaság alapján ma már a turizmus és a vendéglátás képezi, de számos nagyvállalat is megjelent a településen. Stobreč közepének homokos és délnyugati részének kavicsos, jól ismert strandjai vonzzák a gyermekes családokat és a romantikára vágyókat. A minden hajó biztonságos kikötését elősegítő infrastruktúra a településtől karnyújtásnyira található. A szabadidő hasznos eltöltését a hosszú tengerparti sétányok, tenisz-, golf-, bocsa-, kosárlabda-, kézilabda- és focipályák biztosítják. A szálláshelyek az olcsó kempingtől, a magánszállásokon át a drága szállodáig megtalálhatók. A kulturális kikapcsolódást elsősorban a Spliti nyár gazdag programjai jelentik, de Stobrečnek is megvan a maga fesztiválja, mely a település védőszentjének Szent Lőrincnek az ünnepe köré szerveződik. A helyi turisztikai egyesület kirándulásokat is kínál a közeli szigetek, valamint a szárazföld belseje irányába.

## Oktatás
A régi iskolát 1901-ben építették és abban az utcában áll ahol az új iskola épülete. 1992-ig négyosztályos iskolaként működött. Az új modern iskolát 1993-ban nyitották meg, Stobreč, Kamen, Šine és Sirobuja települések gyermekei tartoznak hozzá.

## Sport
- NK Primorac Stobreč labdarúgóklub
- "Epetium" Stobreč sakkegyesület